# Sítio Novo do Tocantins
Sítio Novo do Tocantins är en kommun i Brasilien.   Den ligger i delstaten Tocantins, i den centrala delen av landet, 1 100 km norr om huvudstaden Brasília. Antalet invånare är 9 148.
Omgivningarna runt Sítio Novo do Tocantins är huvudsakligen savann. Runt Sítio Novo do Tocantins är det ganska glesbefolkat, med 34 invånare per kvadratkilometer.